# آلتو لانگا
التو لانگا (به پرتغالی: Alto Longá) یک سکونتگاه مسکونی در برزیل است که در پیاوی واقع شده‌است.